# Чемпионство мира NWA в тяжёлом весе
Чемпионство мира NWA в тяжёлом весе (англ. NWA Worlds Heavyweight Championship) — это мировой титул в тяжелом весе в рестлинге, принадлежащий и продвигаемый американским рестлинг-промоушеном National Wrestling Alliance (NWA). Нынешним чемпионом является EC3, это его первое чемпионство.
Хотя официально титул был учрежден в 1948 году, его родословная традиционно восходит к первому титулу чемпиона мира по рестлингу в тяжёлом весе, впервые присвоенного Георгу Гаккеншмидту в 1905 году. Это фактически делает его старейшим из сохранившихся чемпионских титулов по рестлингу в мире.
NWA в прошлом — союз, управляющая организация, бывшая самым большим в мире независимым рестлинг-объединением. Этот титул начинался как чемпионство управляющей организации, поэтому за него боролись во многих крупных организациях по всему миру, включая Capitol Wrestling Corporation (которая отделилась от NWA и стала World Wide Wrestling Federation, ныне WWE), All Japan Pro Wrestling (AJPW), New Japan Pro-Wrestling (NJPW), Total Nonstop Action Wrestling (TNA, сейчас Impact Wrestling), Ring of Honor (ROH), Combat Zone Wrestling (CZW) и ныне несуществующие American Wrestling Association (AWA), Jim Crockett Promotions (JCP), (позже названная World Championship Wrestling, WCW), Eastern Championship Wrestling (ECW, позже Extreme Championship Wrestling), World Class Championship Wrestling (WCCW) и многие другие несуществующие рестлинг-промоушены. В октябре 2017 года NWA перестала быть руководящим органом и постепенно превратилась в самостоятельный рестлинг-промоушен, где теперь, в основном, разыгрывается этот титул.
В настоящее время NWA насчитывает 101 чемпиона мира в тяжёлом весе.
Первым чемпионом был Орвилл Браун. Самый продолжительный чемпион — Лу Тез, который владел титулом с 27 ноября 1949 года по 15 марта 1956 года, в общей сложности 2 300 дней (6 лет, 3 месяца и 16 дней); Тезу также принадлежит рекорд по самому продолжительному общему чемпионство — 3 749 дней. Шейн Дуглас — самый короткий чемпион — менее 1 дня. Рик Флэр является рекордсменом по количеству чемпионских титулов — 10. Самый молодой чемпион — Крис Кандидо, завоевавший титул в возрасте 22 лет, а самый старый — Тим Шторм, завоевавший его в возрасте 51 года. Стинг завоевал титул с разницей в 16 лет, что стало самым долгим сроком возвращения титула, завоевав его в WCW, а затем в TNA.

## Дизайн пояса
Было пять моделей поясов, которые использовались для представления чемпиона мира в тяжёлом весе NWA.
1948—1959: Первый дизайн часто называют «Поясом Лу Теза». Он состоял больше из пластин, чем из кожаного ремня. На главной пластине были изображены королевская корона, борцовский ринг и пятиконечная звезда, расположенные вертикально сверху вниз по центру. В 1992 году Тесс одолжил пояс UWFi, чтобы представлять их чемпионат мира в тяжелом весе. Нобухико Такада и Супер Вейдер были единственными обладателями пояса, пока Тез не вышел из UWFi в 1995 году из-за разногласий по поводу совместного промоушена с New Japan Pro-Wrestling и забрал пояс с собой.

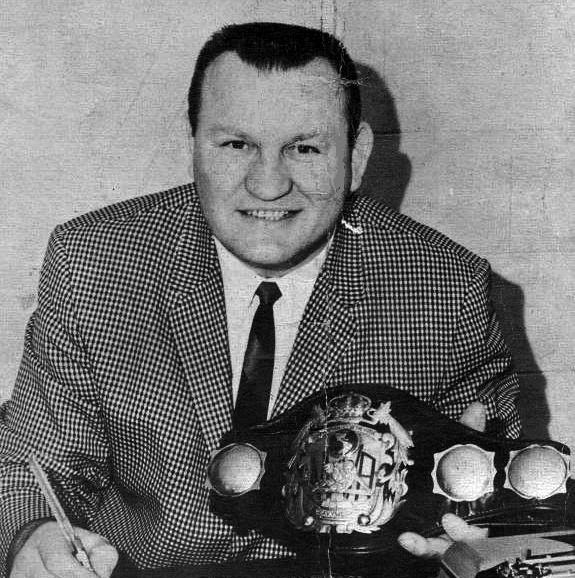
Джин Киниски со вторым дизайном пояса (1959—1973)

1959—1973: Второй дизайн иногда называют «Поясом с короной». Он имел видную королевскую корону в верхней части, глобус под ней и буквы «NWA» горизонтально по центру за двумя фигурами рестлеров.
1973—1986, 1994-н.в.: Третий дизайн обычно называют «Десять фунтов золота». В передачах Championship Wrestling from Hollywood, NWA Power и других медиа NWA его также называли «Милая Шарлотта». Это прозвище придумал Адам Пирс в 2008 году в честь родного города Рика Флэра, самого известного обладателя пояса. Оригинальный пояс «Десять фунтов золота» был изготовлен в 1973 году неизвестным ювелиром в Мексике, на нем был изображен флаг этой страны, а также флаги США, Канады, Австралии и Японии. Изначально пояс имел красный бархатный ремень с табличкой для имени (первый пояс чемпиона мира с такой табличкой). Именная табличка использовалась только один раз, Джеком Бриско, после чего была удалена из дизайна. Красный ремень был заменен на чёрный кожаный ремень со шнурком вскоре после чемпионства Бриско из-за недостаточной прочности материала. На второй боковой пластине с левой стороны пояса изображена модифицированная версия старого канадского флага, а не официального канадского флага — Кленового листа, который был принят в 1965 году. Он был выведен в 1986 году. Рик Флэр сохранил оригинальный пояс. В настоящее время он находится в штаб-квартире WWE в Коннектикуте. Этот дизайн был возрожден в 1994 году с новым поясом, который продолжает представлять чемпионат мира в тяжелом весе NWA и в настоящее время.
1986-1993: Четвёртый дизайн обычно называют «Большим золотым поясом». В 1985 году Джим Крокетт-младший из Jim Crockett Promotions поручил Чарльзу Крамрину, серебряных дел мастеру из Рино, Невада, специализирующемуся на пряжках для ремней в стиле родео, изготовить новый дизайн. Дебют пояса состоялся в феврале 1986 года. Когда WCW вышла из состава National Wrestling Alliance в 1993 году, «Большой золотой пояс» продолжал служить в качестве международного чемпионства мира в тяжелом весе WCW, затем чемпионства мира в тяжелом весе WCW (под которым он наиболее известен) и, в конце концов, чемпионства мира в тяжелом весе в WWE.
1995—1999: Пятый дизайн был индивидуальным поясом, заказанным для Дэна Северна во время его первого чемпионства в качестве чемпиона мира NWA в тяжелом весе.